# Guadalest
Guadalest är en ort i Spanien.   Den ligger i provinsen Provincia de Alicante och regionen Valencia, i den östra delen av landet, 400 km sydost om huvudstaden Madrid. Guadalest ligger 548 meter över havet och antalet invånare är 213.
Terrängen runt Guadalest är huvudsakligen kuperad, men åt sydväst är den bergig. Runt Guadalest är det ganska tätbefolkat, med 120 invånare per kvadratkilometer. Närmaste större samhälle är Benidorm, 16,5 km söder om Guadalest. 